# جهان ما در داده‌ها

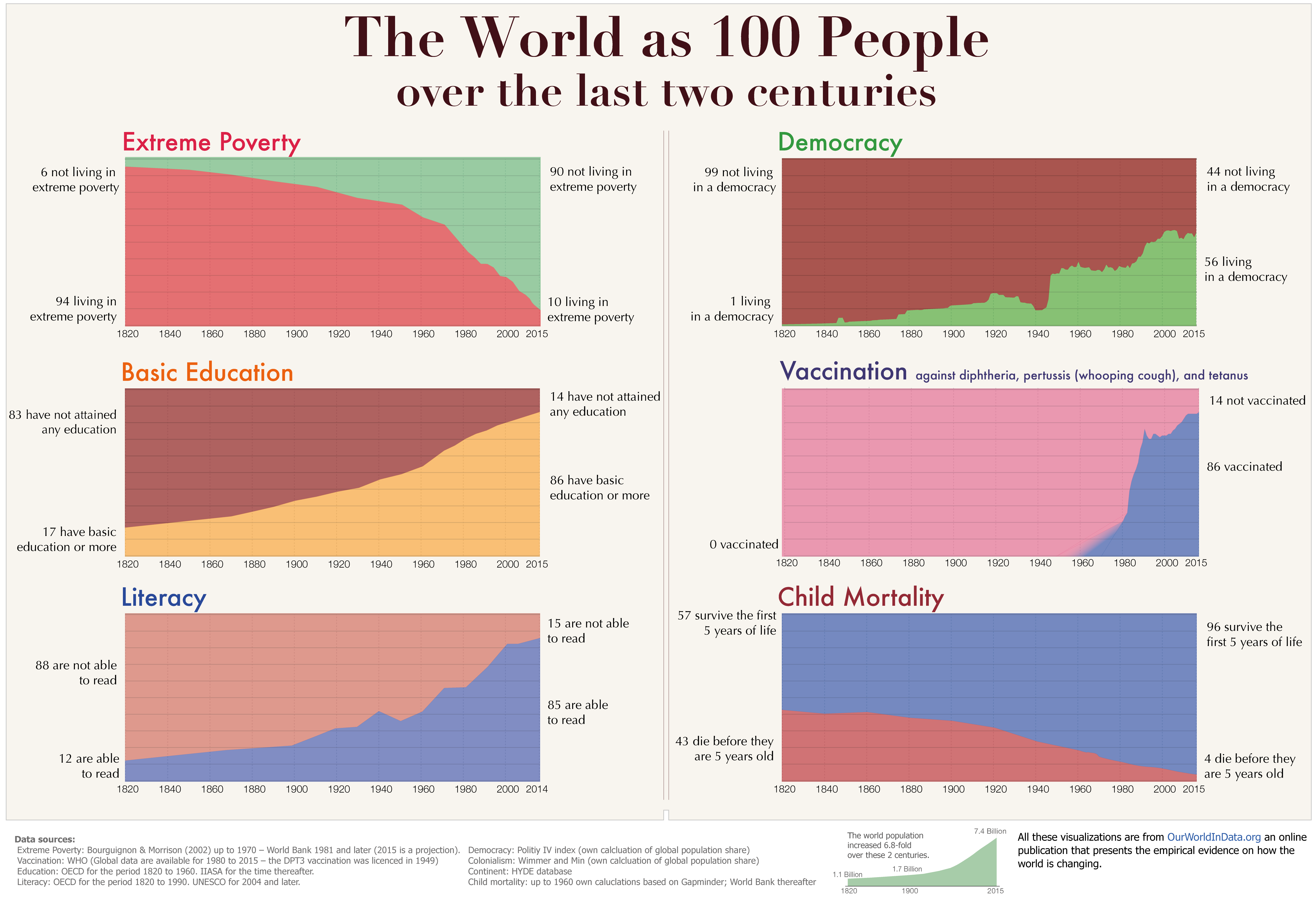
آمار کلی جهانی در دو قرن گذشته در شش عامل: فقر شدید دموکراسی آموزش پایه واکسیناسیون سواد مرگ و میر کودکان

جهان ما در داده‌ها (OWID)، یک نشریه علمی آنلاین است که بر مشکلات بزرگ جهانی مانند فقر، بیکاری، اپیدمی، جنگ و نابرابری تمرکز دارد.
تیم تحقیقاتی این آزمایشگاه داده های متغیر جهانی در دانشگاه آکفسورد مستقر می‌باشد. این سازمان توسط ماکس روبر در سال ۲۰۱۱ تاسیس و توسعه داده شده‌است.